# The Noble Rot
The Noble Rot è il nono album in studio del gruppo musicale statunitense Powerman 5000, pubblicato il 28 agosto 2020 dalla Cleopatra Records.

## Tracce
1. Cannibal Killers That Kill Everyone – 2:49
2. Brave New World – 2:50
3. Play God or Play Dead – 2:48
4. Black Lipstick – 3:24
5. Special Effects – 2:47
6. Let the Insects Rule – 3:36
7. Movie Blood – 3:14
8. Strange People Doing Strange Things – 3:25
9. We Got the Beat – 2:32
10. VHS – 2:48

### Bonus track
1. When Worlds Collide (2020) – 2:57

## Formazione
- Spider One – voce
- Taylor Haycraft – chitarra
- Ty Oliver – chitarra
- Murv Douglas – basso
- DJ Rattan – batteria